# Kbelský hřbitov
Kbelský hřbitov se nachází v Praze 9 v Kbelích u ulice Semilská. Jedná se o jeden z nejmladších pražských hřbitovů; zřízen byl roku 1948, první pohřeb se zde konal o rok později. K pohřbívání se používá pouze část hřbitova, v severní a západní části nejsou zatím žádné hroby. U jihovýchodní části zdi se nacházejí kolumbária a loučka rozptylu. Rozloha hřbitova činí cca 2 hektary.